# Pisba (ort)
Pisba är en ort i Colombia.   Den ligger i departementet Boyacá, i den centrala delen av landet, 220 km nordost om huvudstaden Bogotá. Pisba ligger 1 461 meter över havet och antalet invånare är 307.
Terrängen runt Pisba är bergig åt sydväst, men åt nordost är den kuperad. Pisba ligger nere i en dal. Runt Pisba är det mycket glesbefolkat, med 5 invånare per kvadratkilometer. Närmaste större samhälle är Paya, 13,0 km sydost om Pisba. Omgivningarna runt Pisba är en mosaik av jordbruksmark och naturlig växtlighet.